# Paul-Gerhardt-Chor
Der Paul-Gerhardt-Chor München, ein Oratorienchor mit rund hundert Mitgliedern, wird geleitet von Ilse Krüger.

## Konzerte und Auftritte
Der Paul-Gerhardt-Chor gibt jährlich an der Münchner Paul-Gerhardt-Kirche ein Herbst-, Weihnachts- und Passionskonzert mit Orchesterbegleitung sowie ein A-cappella-Konzert im Sommer. Im Rahmen dieser Konzerte bietet der Chor auch Erst- und Uraufführungen dar, so die Münchner Erstaufführung der Matthäuspassion (1781) von Carl Philipp Emanuel Bach (1714–1788) und die Uraufführung des Oratoriums Hymnen an die Nacht von Dirk-Michael Kirsch. Daneben tritt der Chor auch mit weiteren überregional beachteten Auftritten in Erscheinung: Anlässlich der 1. Münchener Biennale führte der Paul-Gerhardt-Chor im Münchner Gasteig Kurt Weills  Lindberghflug und Paul Hindemiths  Lehrstück vom Einverständnis auf. Zu hören war der Paul-Gerhardt-Chor unter anderem auch bei den Fastenpredigten des Münchner Dekans Theodor Glaser im Rahmen der „Langen Nacht der Musik“ sowie beim Zweiten Ökumenischen Kirchentag, in dessen Rahmen der Chor die Predigt Günther Becksteins musikalisch umrahmte.
International konzertierte der Paul-Gerhardt-Chor 1991 mehrfach in Florida sowie, gemeinsam mit dem Ensemble Scherzando und dem Chœur Musica Viva, 1999 in Aix-en-Provence. Es folgten Konzerte in Letchworth / Cambridge (2003) und in der Eglise Notre Dame du Mont in Marseille (2006), gemeinsam mit dem Letchworth Chorale bzw. dem Chœur Musica Viva.
In der Oscar-prämierten Verfilmung des Musicals Cabaret hatte der Paul-Gerhardt-Chor einen szenischen Auftritt.

## Repertoire
Zum Repertoire des Chores gehören geistliche Werke aller Epochen – etwa die Oratorien Johann Sebastian Bachs (1685–1750) und die Chorsymphonik der Romantik –, genauso aber seltener gehörte Kompositionen. Von diesem Konzept zeugen die oben erwähnte Münchner Erstaufführung der Matthäuspassion (1781) von C. P. E. Bach ebenso wie The Dream of Gerontius von Edward Elgar (1857–1934) und weitere Werke.
Der Paul-Gerhardt-Chor führte zudem mehrfach die Marienvesper von Claudio Monteverdi (1547–1643) und Golgotha von Frank Martin (1890–1974) auf.
Die stilistische Spannweite der A-cappella-Interpretationen reicht vom Mittelalter bis zur Moderne, so im Konzert Magnificat (Juli 2011) mit Vertonungen marianischer Texte von Guillaume Du Fay (ca. 1397–1474) und Josquin Desprez (ca. 1440–1521) bis hin zu Francis Poulenc (1899–1963), Arvo Pärt (* 1935) und Trond Kverno (* 1945).

## Förderung
Strukturell gehört der Paul-Gerhardt-Chor zur Paul-Gerhardt-Gemeinde München-Laim, von der er finanziell unterstützt wird und deren Gottesdienste er regelmäßig mit A-cappella-Werken sowie instrumental begleiteten Stücken gestaltet. Gefördert wird der Paul-Gerhardt-Chor zudem durch die Landeshauptstadt München und die Evangelisch-Lutherische Landeskirche in Bayern. Die Cofinanzierung trägt ein Förderverein.

## Geschichte
Gegründet wurde der Paul-Gerhardt-Chor von Mitgliedern der Paul-Gerhardt-Gemeinde 1913, anlässlich der Einweihung der damaligen Gemeindekirche an der Agnes-Bernauer-Straße. 1945 übernahm Adolf Hartmut Gärtner – für die kommenden 41 Jahre – die Chorleitung und etablierte den Paul-Gerhardt-Chor als Konzertchor. Von den Anfängen bis heute reicht eine detailliert geführte Chorchronik, die ebenso über die Homepage des Chores zugänglich ist wie die Konzertchronik ab dem Jahr 1986.

### Ilse Krüger
Ilse Krüger leitet den Paul-Gerhardt-Chor seit 1986. Geboren in Mannheim, studierte sie im Hauptfach Chorleitung bei Fritz Schieri sowie Schulmusik (Chorleitung bei Max Frey) in München. In Meisterkursen und Hospitationen bei Joshua Rifkin und Lars Ulrik Mortensen beschäftigte sie sich intensiv mit historischer Aufführungspraxis; ihre dirigentische Ausbildung erweiterte sie in Kursen bei Joachim Harder, Leonid Korchmar und Kenneth Kiesler. Von 1979 bis 2003 Mitglied des via-nova-chores, erhielt Ilse Krüger durch Kurt Suttner prägende Anregungen in der Erarbeitung zeitgenössischer Chormusik.
Von 1998 bis 2007 leitete Ilse Krüger den Thüringischen Akademischen Singkreis, TASK.
In zahlreichen Konzerten deutschlandweit, u. a. beim MDR-Musiksommer, Bachfest der Neuen Bachgesellschaft, in CD-Aufnahmen und Rundfunkmitschnitten fanden ihre durchdachten Programme und differenzierten Interpretationen große Beachtung auch in der Presse.
Die Stiftung Buecher-Dieckmeyer zur Pflege der Kirchenmusik in Bayern verlieh Ilse Krüger für ihre musikalische Arbeit mit dem Paul-Gerhardt-Chor den Hauptpreis 2013.